# Parklöpare
Parklöpare (Carabus nemoralis) är en skalbagge i familjen jordlöpare (Carabidae). 

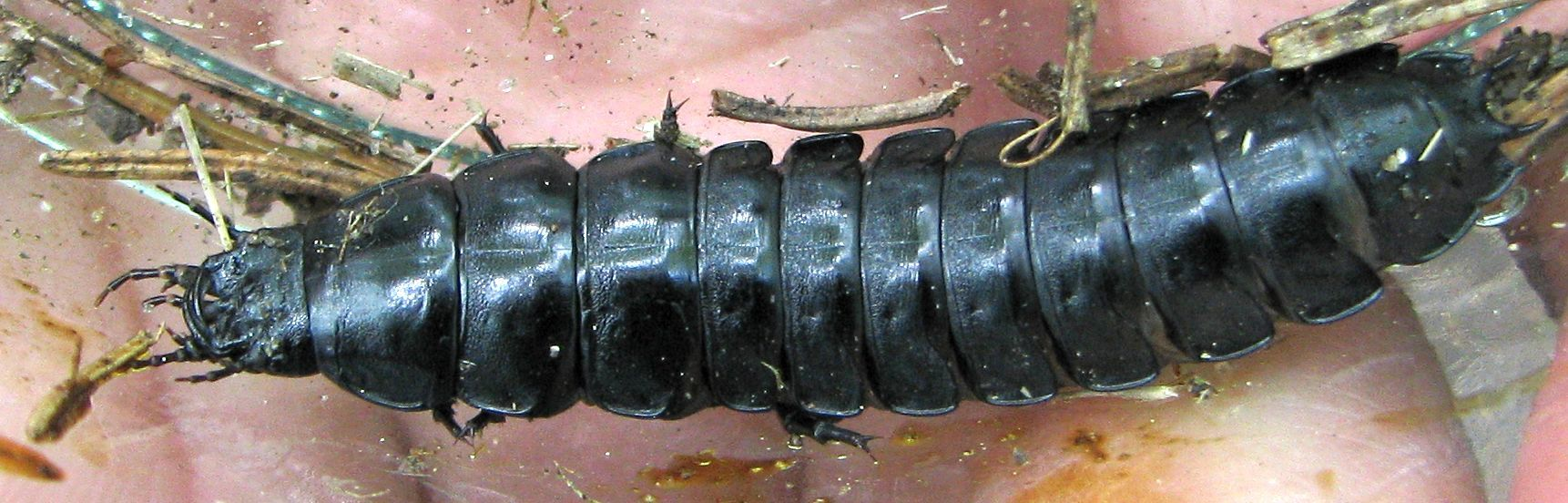
Fullvuxen larv

## Kännetecken
Parklöparen är svart metallglänsande. Den har tre rader med små gropar på varje täckvinge. Liknar trädgårdslöparen.

## Utbredning
Parklöparen finns i centrala och norra Europa. Den är allmän i hela Sverige utom längst i norr. Troligtvis inkommen till Sverige på 1800-talet och konkurrerar med trädgårdslöparen om samma ekologiska nisch. Även inplanterad i Nordamerika. 

## Levnadssätt
Parklöparen är ett nattaktivt rovdjur som springer ifatt sina byten, som till exempel andra insekter, insektslarver, sniglar och maskar. Även larven är ett rovdjur. På dagtid kan man hitta dem under stenar, bark eller liknande.